# Quintus Pleminius

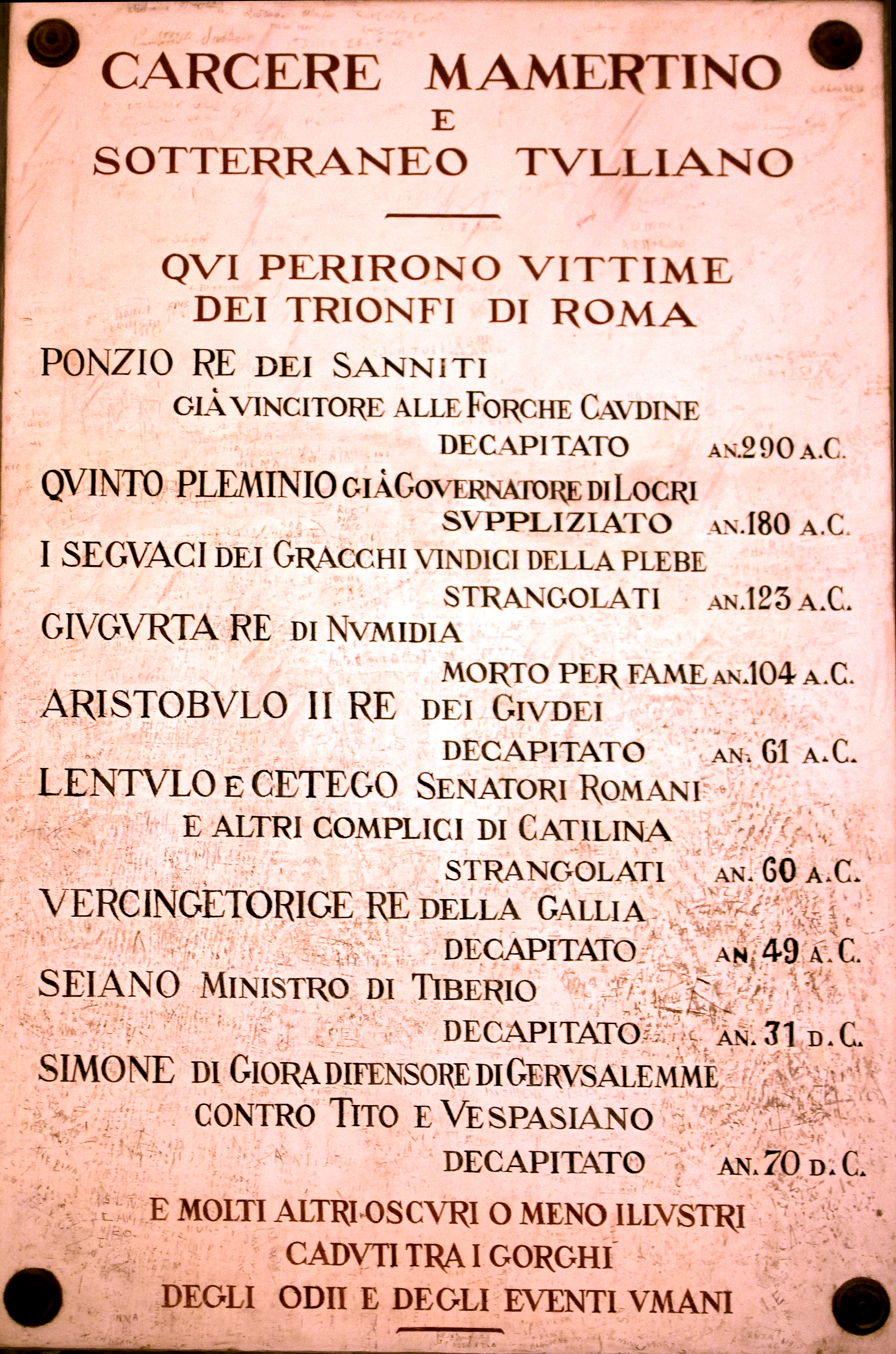
Eine Auflistung von Insassen, die im Carcer Tullianus gefangen gehalten und im Tullianum exekutiert wurden. Quintus Pleminius ist an zweiter Stelle aufgeführt

Quintus Pleminius (gestorben wohl 194 v. Chr.) war ein hoher Militäroffizier der Römischen Republik. Er wurde im 3. Jahrhundert v. Chr. geboren und war im Zweiten Punischen Krieg ein Legat des Publius Cornelius Scipio Africanus. Nach der römischen Rückeroberung der kalabrischen Küstenstadt Lokroi wurde er dort als Proprätor im Jahr 205 v. Chr. eingesetzt. Aufgrund schwerwiegender Verfehlungen wurde er im folgenden Jahr seines Kommandos enthoben, in Gewahrsam genommen und nach Rom überführt. Nach mehrjähriger Verwahrungshaft kam Quintus Pleminius im Gefängnis ums Leben.

## Verfahren und Hintergründe
Dem befehlshabenden Stadtkommandanten Pleminius wurde in Rom vorgeworfen, die Bevölkerung der Kleinstadt Lokroi schwer misshandelt und zur eigenen Bereicherung ausgebeutet zu haben. Dazu zählte auch die Plünderung des Persephone-Heiligtums. Ein weiterer Auslöser für eine offizielle Untersuchung der Unregelmäßigkeiten durch eine Senatskommission vor Ort waren die gewalttätigen Auseinandersetzungen der römischen Besatzung untereinander. Diese gipfelten in der Auspeitschung, Inhaftierung und der anschließenden Ermordung von zwei Militärtribunen, die sich gegen Pleminius gestellt hatten. Während der Stadtkommandant die Körperstrafen und die Tötung zu verantworten hatte, war die vorherige Festnahme der Tribunen und ihre angedachte Überstellung nach Rom von Scipio veranlasst worden. Durch eine Gesandtschaft aus Lokroi wurden die Vorgänge dem Senat bekanntgemacht und Scipio geriet in Verdacht, insbesondere durch das Intervenieren des Quintus Fabius Maximus Verrucosus, die Verfehlungen seines Unterfeldherrn aktiv gedeckt oder diese zu mindestens tatenlos geduldet zu haben. Die mit umfangreichen Vollmachten ausgestattete Untersuchungskommission, die mit den Ermittlungen gegen Pleminius und Scipio beauftragt war, wurde von dem Prätor Marcus Pomponius Matho geführt. Der Gesandtschaft gehörten neben zehn Senatoren zwei Volkstribune und ein plebejischer Ädil an. Die plebejischen Amtsträger, insbesondere die Volkstribunen, sollten aufgrund ihrer Unverletzlichkeit (sacrosanctus) einen etwaigen Widerstand gegen ihre Amtshandlungen, wie die Festnahme von hochrangigen Beschuldigten, unterbinden. Die Maßnahme der Freiheitsentziehung sollte durch den Ädil vorgenommen werden, da den Volkstribunen diese Befugnis (ius prensionis) außerhalb Roms nicht zustand.
Das Ermittlungsverfahren gegen Scipio wurde, vielleicht auch unter Einflussnahme des ihm geneigten Pomponius, ohne belastendes Ergebnis eingestellt. Die gegen den auf der Flucht ergriffenen Quintus Pleminius und 32 seiner Untergebenen geführten Untersuchungen führten zur Sistierung der dringend Tatverdächtigen und ihrer Überstellung nach Rom. Hier erwartete sie als in Ketten gehaltene Gefangene (ex vinculis) ein von den anklagenden Volkstribunen betriebenes Perduellionsverfahren (tribunizischer Komitialprozess) vor dem Volksgericht.

## Haft und Hinrichtung

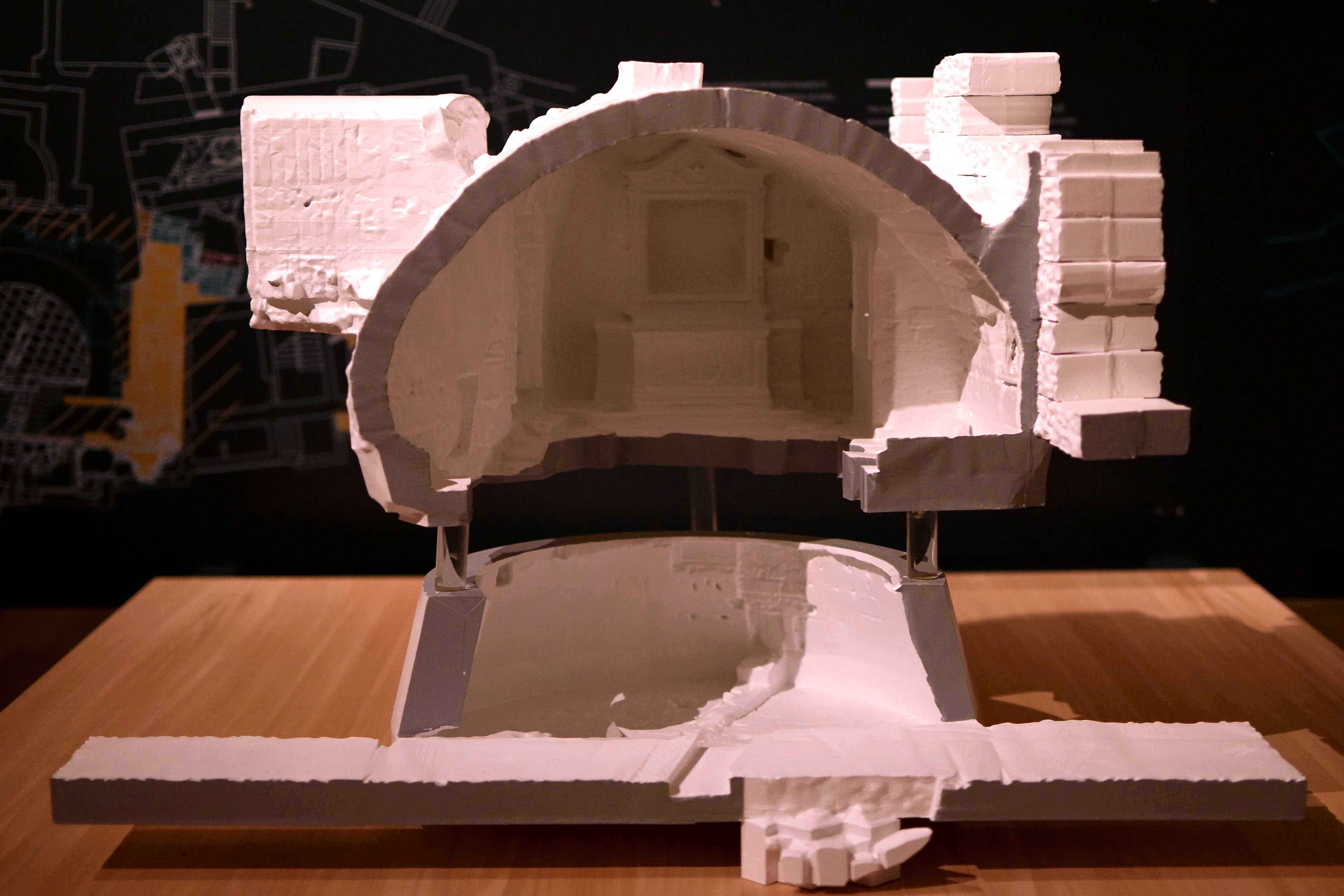
Der Carcer Tullianus mit seinen zwei Kammern im Querschnittmodell. In dem Untergeschoss des altrömischen Kerkers wurde nach Livius der Legat des Scipio, Quintus Pleminius, 194 v. Chr. hingerichtet

Die Gefangenen wurden in Verwahrungs- oder auch Untersuchungshaft genommen und an den Verhandlungstagen vor das Gericht geführt. Das abschließende Schicksal der 32 Mitangeklagten ist nicht näher überliefert, so dass keine konkreten Aussagen über kapitale Verurteilungen oder etwaige Freisprüche möglich sind.
Quintus Pleminius hingegen beendete sein Leben in einem doppelfunktionalen Dauergewahrsam. Die moderne Forschung geht davon aus, dass Pleminius nicht, wie in einer Version geschildert, während des laufenden Gerichtsverfahrens verstorben war. Die Verhandlungen wurden ausgesetzt, da sich aus abzeichnender Volkssympathie ein möglicher Freispruch zu entwickeln drohte. Aus Staatsräson wurde Pleminius daher weiter auf unbestimmte Zeit festgehalten. Es wurde die Gefahr gesehen, dass eine Freilassung des tatbestandsmäßig überführten Hauptangeklagten das römische Bundesgenossensystem hätte schwerwiegend belasten können.
Nach etwa 10 Jahren in Haft soll Pleminius 194 v. Chr. versucht haben, aus dem Gefängnis zu entfliehen. Hierzu hatte er Gehilfen angeheuert, die in Rom an verschiedenen Örtlichkeiten Feuer legen sollten. Der Plan bestand darin, unter Ausnutzung der darauffolgenden Verwirrung aus dem Kerker auszubrechen. Das Vorhaben wurde vor der Ausführung durch einen Mitwisser verraten. Auf den folgenden Senatsbeschluss wurde Quintus Pleminius in das untergeschossige Tullianum geführt und hingerichtet.